# Friedenskirche (Kessenich)

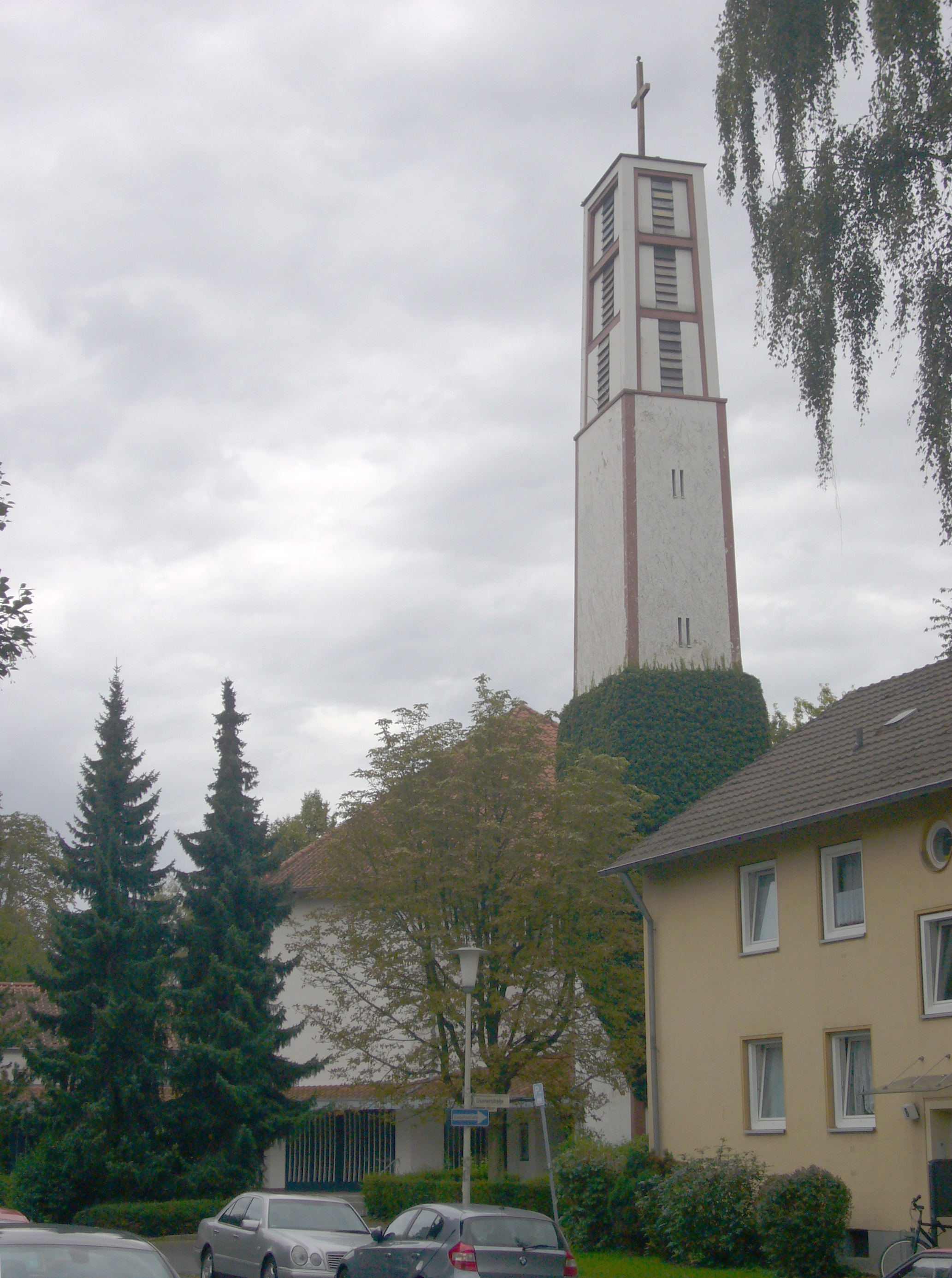
Markanter, freistehender Glockenturm der Kirche im September 2011

Die evangelische Friedenskirche im Bonner Ortsteil Kessenich an der Franz-Bücheler-Straße 10 erhielt ihren Namen zum Gedenken an den bei der Einweihung erst kurz zurückliegenden Zweiten Weltkrieg. Das 1955 eingeweihte Kirchengebäude ist ein gelistetes Baudenkmal. Die Friedenskirchengemeinde Bonn-Kessenich und -Dottendorf gehört zum Kirchenkreis Bonn der Evangelischen Kirche im Rheinland.

## Geschichte
Die evangelische Gemeinde in Kessenich verfügte bis 1955 über keine eigene Kirche, sie nutzte bis 1955 die nahegelegene, 1903 eingeweihte Lutherkirche in der heutigen Bonner Südstadt zum Gottesdienst. Nach Klärung der Finanzierung und Erwerb eines geeigneten Baugrundstücks erfolgte im März 1954 die Grundsteinlegung für ein eigenes Gotteshaus. Der Entwurf stammte vom Kirchenoberbaurat Rudolf Hellwag, der in einem vorausgegangenen Wettbewerb den 1. Preis erhalten hatte. Die Bauarbeiten führte das Bonner Unternehmen Gemüngt & Schneider aus. Am 20. März 1955 fand die Einweihung durch den Präses der Evangelischen Kirche im Rheinland, Heinrich Held, den Theologen und Pfarrer Renatus Hupfeld sowie den Gemeindepfarrer Arnold Schumacher statt. verschiedene Chöre sowie Solisten des Thomanerchores Leipzig umrahmten die Feier.
An das Kirchengebäude schließt der Gemeindesaal an. Der zuerst errichtete wurde 1994 abgebrochen und durch einen größeren, unterkellerten Neubau ersetzt. Hinter der Kirche befindet sich das Pfarrhaus, das ebenfalls 1955 fertiggestellt wurde.
In der Region sind die Chöre der Friedenskirche bekannt. Zum zehnjährigen Bestehen des Kinderchores führte dieser im Jahr 2009 unter der Kantorin Katharina Wulzinger das Musical Jesus Christ Superstar auf.

## Architektur und Ausstattung

### Grundlegendes
Das Gebäude besitzt einen quadratischen Grundriss mit abgeschnittenen Ecken, wodurch ein Achteck entstand. Zentralbauten mit solch einem oktogonalen Grundriss werden seit der Antike häufig im Kirchenbau verwendet. Denkbar ist, dass bei der Konzeption der Kirche in Kessenich neben baupraktischen Erwägungen auch die christliche Bedeutung der Zahl 8 als der vollkommenen Zahl (Auferstehung Christi) zugrunde lag. Die Kirche wird von einem Zeltdach überspannt. Der freistehende Glockenturm verjüngt sich in drei Stufen und hat ein kreuzgekröntes Flachdach.
Der Innenraum des Kirchgebäudes bietet Platz für den erhöhten Altarraum mit Kanzel und Taufbecken, Sitzbänke für 600 Personen, eine Empore mit der Orgel, eine Sakristei und die Eingangshalle. Der Altar, der Taufstein und die Kanzel bestehen aus Badener Muschelkalk. Die Wand hinter dem Altar wurde mit schwarzem Muschelkalk verkleidet. Davor steht ein raumhohes, helles Ahornkreuz.

### Fenster
Die Kirchenfenster hat Hans Heinrich Adam aus Aachen entworfen; die Ausführung übernahm die Fachwerkstatt für Glasmalerei Karl Jörres aus Kessenich. Die raumhohen Buntglasfenster laufen als zwei Fensterreihen an den Langwänden rechts und links des Altars bis zur Empore; die einzelnen Fenster dieser Reihen werden jeweils von sieben senkrechten Betonstreben unterteilt. Die linke Fensterreihe stellt in abstrakter Form das Apostolische Glaubensbekenntnis dar, die rechte Reihe zeigt Szenen zu den im Neuen Testament beschriebenen Werken Christi.
Mit Bildern und Symbolen werden in den acht Teilen der linken Fensterreihe dargestellt: Gott, der allmächtige Vater (Symbolik), der Sündenfall (Eva mit Apfel), die Erlösung (Christi Geburt), die jungfräuliche Geburt (Symbolik), Leid und Tod Christi (Sterben am Kreuz), die Auferstehung (geöffnetes Grab), das jüngste Gericht und das ewige Leben (Symbolik). In der rechten Fensterfolge wird gezeigt: Jesus im Tempel, Christus im Jordan, die Hochzeit zu Kana, die Bergpredigt, die Heilungen, das Wunder der Sturmstillung, der Garten Gethsemane sowie das letzte Abendmahl.

### Antependien
Die Antependien der Kirche gestaltete der Hochschullehrer Kurt Wolff. Die Herstellung übernahm die Werkstatt für evangelische Paramentik des Diakoniewerks Kaiserswerth, sie wurden bis 1991 in Auftrag gegeben und stehen für Bibeltexte, die der Künstler symbolisch darstellte:
- Violetter Kanzelbehang: Befreiung zum Leben, sinngemäß: Wir sind nicht gefangen in Angst, Ausweglosigkeit und Schuld, sondern zum Leben befreit (angelehnt an Matthäus 4, 16).
- Weißer Kanzelbehang: Licht der Welt, sinngemäß: Gott ist bei den Menschen (angelehnt an 1. Johannes 2, 8b).
- Roter Kanzelbehang: Brennender Dornbusch, sinngemäß: In den Dornen, in denen wir uns verfangen haben, leuchten Flammen, die nicht vernichten, sondern von Gott zeugen, der uns zwar verborgen, aber immer nah ist, der uns liebt (angelehnt an 2. Moses 3, 2 -7).
- Grüner Kanzelbehang: Lebensbaum, sinngemäß: Licht ist auch dort, wo der Baum verdorrt erscheint, Leben entsteht auch da, wo es dunkel ist (angelehnt an Jeremia 17, 7 und 8).

### Orgel
Die 1957 eingebaute Emporenorgel stammt von der Kölner Orgelbaufirma Willi Peter. Im Jahr 2003 wurde die Orgel von der Firma Lenter in Sachsenheim renoviert. Sie verfügt über 31 Register auf drei Manualen und Pedal mit knapp 2000 Pfeifen. Die Spieltraktur ist mechanisch. Die Orgel verfügt über mechanische Schleifladen, elektrische Registerzugmagneten und eine Setzeranlage mit 128 Speicherplätzen. Die mechanischen Koppeln sind nicht über die Setzeranlage regelbar.
| I Schwellwerk C–g3 |             |        |
| 1.                 | Suavial     | 8′     |
| 2.                 | Rohrflöte   | 8′     |
| 3.                 | Principal   | 4′     |
| 4.                 | Nasat       | 2 ⁄3′  |
| 5.                 | Gemshorn    | 2′     |
| 6.                 | Terz        | 1 3⁄5′ |
| 7.                 | Scharff III | 1′     |
| 8.                 | Chalumeau   | 8′     |

| II Hauptwerk C–g3 |            |       |
| 9.                | Gedackt    | 16′   |
| 10.               | Principal  | 8′    |
| 11.               | Spitzflöte | 8′    |
| 12.               | Octave     | 4′    |
| 13.               | Quinte     | 2 ⁄3′ |
| 14.               | Octave     | 2′    |
| 15.               | Mixtur IV  | 1 ⁄3′ |
| 16.               | Trompete   | 8′    |

| III Brustwerk C–g3 |            |       |
| 17.                | Gedackt    | 8′    |
| 18.                | Quintade   | 8′    |
| 19.                | Rohrflöte  | 4′    |
| 20.                | Principal  | 2′    |
| 21.                | Quinte     | 1 ⁄3′ |
| 22.                | Cymbel III | 2⁄3′  |
| 23.                | Musette    | 8′    |
|                    |            |       |
|                    | Tremulant  |       |

| Pedal C–f1 |                 |       |
| 24.        | Subbass         | 16′   |
| 25.        | Principal       | 8′    |
| 26.        | Gedackt         | 8′    |
| 27.        | Choralbass      | 4′    |
| 28.        | Rauschpfeife IV | 2 ⁄3′ |
| 29.        | Posaune         | 16′   |
| 30.        | Trompete        | 8′    |
| 31.        | Clairon         | 4′    |

- Koppeln: I/II, III/II, I/P, II/P

### Geläut
Das Geläut wurde in der Glockengießerei Mabilon in Saarburg gegossen und besteht aus drei Glocken, die die Namen Glaube, Liebe und Hoffnung tragen. Auf jeder ist ein Bibelvers aufgesetzt:
- Glaube: „Glaubt ihr nicht, so bleibt ihr nicht“ (Jesaja 7,9) – große Glocke
- Liebe: „Bleibet in meiner Liebe“ (Johannes 15,9) – mittlere Glocke
- Hoffnung: „Seid fröhlich in Hoffnung“ (Römer 12,12) – kleine Glocke.

Die Glocken in den Tönen g, a und c wurden am Pfingstsonntag 1955 in Dienst genommen. Da der auf unfestem Baugrund stehende Turm durch die Schwingungen der drei Glocken Risse bekam, wird nur noch die große Glocke geschwungen; die kleineren werden angeschlagen.